# Madouplein
Het Madouplein (Frans: Place Madou) is een plein in de Brusselse gemeente Sint-Joost-ten-Node. Het plein ligt aan de Kleine Ring van de Belgische hoofdstad en vormt daar de kruising met de Leuvensesteenweg, de Congresstraat en de IJzerenkruisstraat. Het is het westelijke eindpunt van de N2 die Brussel verbindt met de Nederlandse grens, vlak bij Maastricht. 
Oorspronkelijk werd de locatie aangeduid als Leuvensepoort. Het in 1877 bij het overlijden van  de kunstenaar Jean-Baptiste Madou hernoemde plein bevindt zich op de overgang tussen de historische binnenstad (de Vijfhoek) en meer specifiek daarbinnen de wijk Onze-Lieve-Vrouw-ter-Sneeuw enerzijds en de volkse wijken van Sint-Joost anderzijds.
Het Madouplein wordt gedomineerd door hedendaagse hoogbouw, waarin kantoren en winkelcentra onderdak vinden. Aan de noordoostelijke kant van het Madouplein staat de Madoutoren, het op zeven na hoogste gebouw van België. De toren huisvest het Directoraat-generaal Concurrentie van de Europese Commissie. Onder het plein ligt het metrostation Madou, dat bediend wordt door de ringlijnen 2 en 6.
Voordat de huidige moderne kantoorgebouwen oprezen op het plein, was het een coherent geheel van bouwwerken uit de vroege jaren 1860. Architect Gédéon Bordiau realiseerde immers tussen 1861 en 1862 als eerste persoonlijke bouwproject een reeks kunstenaarsateliers in neorenaissancestijl op het Madouplein. De gevels waren op het Madouplein in exedra geschikt rond de ingang van de Leuvensesteenweg en creërden op deze wijze het ronde karakter van het plein.
Het tijdschrift L'Illustration Européenne, uitgegeven van 1870 tot 1914, had zijn zetel op het plein. Op en bij het plein waren er in de jaren dertig twee toen gekende cinemazalen, Le Casino en Le Carrefour, beide eigendom van Boris Balachoff, stamvader van de Balachoff-familie die later ook actief bleef in het Belgisch cinemawezen. De wijk kende trouwens nog meerdere filmzalen, honderd meter verder langs de Leuvensesteenweg lagen nog Le Mirano en Le Marignan. Zo'n honderd meter ten noorden van het plein ligt het Gemeentehuis van Sint-Joost-ten-Node, zo'n honderdvijftig meter ten zuiden van het plein het Charliermuseum.

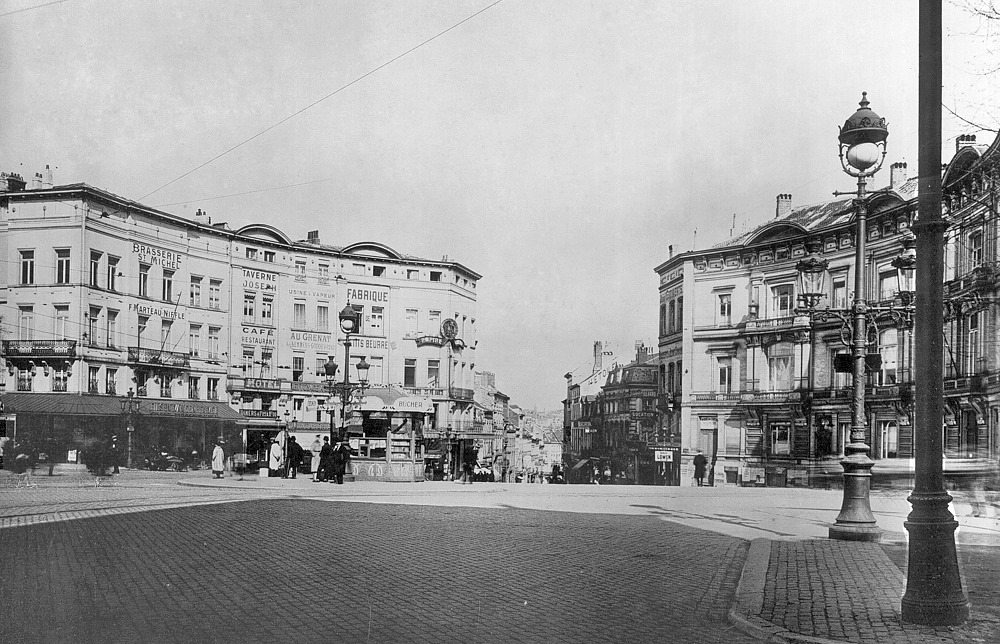
Het Madouplein in de jaren twintig van de 20e eeuw